# Alexander Ignatjewitsch Lebedinski
Alexander Ignatjewitsch Lebedinski (russisch Александр Игнатьевич Лебединский; * 7. Januarjul. / 20. Januar 1913greg. in Genf; † 8. September 1967 in Moskau) war ein russischer Astrophysiker, Geophysiker und Hochschullehrer.

## Leben
Lebedinski war der Sohn des Rechtsanwalts Ignati Pawlowitsch Lebedinski (1875–1954), der in zweiter Ehe die Nichte des Opernsängers Leonid Witaljewitsch Sobinow Jelena Gennadjewna Sobinowa geheiratet hatte und sich bald nach Lebedinskis Geburt mit seiner Familie in Simferopol niederließ. Lebedinski besuchte das ehemalige Staatliche Jungengymnasium in Simferopol mit Abschluss 1929 und studierte am Pädagogischen Krim-Institut mit Abschluss 1932. Nach der dreijährigen Aspirantur und Verteidigung seiner Kandidat-Dissertation an der Universität Leningrad (LGU) wurde er 1935 Mitarbeiter des Observatoriums der LGU. Er wurde zum Doktor der physikalisch-mathematischen Wissenschaften promoviert. 1938 wurde er Dozent und 1948 Professor des Lehrstuhls für Astrophysik der LGU. 1953 wurde Lebedinski Professor an der Lomonossow-Universität Moskau (MGU).
Arbeitsschwerpunkte Lebedinskis waren die Weltraumforschung und die Konstruktion astronomischer Apparaturen. Er war einer der Pioniere der Magnetohydrodynamik. Zusammen mit Lew Emmanuilowitsch Gurewitsch zeigte er, dass in der Sonnenatmosphäre der Dynamoeffekt auftreten kann. Er untersuchte die Bildung neuer Sterne auf der Grundlage des Modells der thermischen Kernexplosion eines Zwergsterns als Resultat eines Gravitationskollapses. Er widmete sich den Fragen der Kosmogonie. Zusammen mit Gurewitsch studierte er die verschiedenen Phasen der Bildung eines Planeten aus einer Gasstaubwolke. Er untersuchte die Dynamik von Sternensystemen und die physikalischen Prozesse in diffusen Nebeln.
Lebedinski nahm 1947 an der Expedition zur Beobachtung der Sonnenfinsternis in Brasilien teil, wofür er einen speziellen Vielkanal-Spektrografen entwickelt hatte. Als einer der Ersten in der UdSSR erforschte Lebedinski das Polarlicht. 1948–1950 organisierte er eine Reihe komplexer Expeditionen in die Rajons nördlich des nördlichen Polarkreises zur Untersuchung des Polarlichts. Dafür konstruierte er eine fotografische Apparatur zur ununterbrochenen spektroskopischen Registrierung des Himmelslichts. Apparaturen dieses Typs wurden im Internationalen Geophysikalischen Jahr in der Arktis und Antarktis eingesetzt. Er war an der Entwicklung von Geräten für Satelliten und automatisierte Raumstationen zur spektroskopischen Untersuchung der Planeten beteiligt. Mit solchen Geräten wurden sowjetische Satelliten und Sonden ausgerüstet (Kosmos, Zond, Luna). Er wirkte 1964 an der Erstellung der Panoramabilder der Mondoberfläche aus Bildern der Raumsonde Luna 9 mit.
Lebedinski war Mitglied der Internationalen Astronomischen Union, der Internationalen Union für Geodäsie und Geophysik (IUGG) und des Polarlicht-Komitees der International Association of Geomagnetism and Aeronomy (IAGA) der IUGG sowie Co-Editor der internationalen Fachzeitschrift Planetary and Space Science.
Lebedinskis Namen tragen der Mondkrater
Lebedinskiy und der Asteroid (3629) Lebedinskij.